# Exocentrus decellianus
Exocentrus decellianus är en skalbaggsart som beskrevs av Stefan von Breuning 1968. Exocentrus decellianus ingår i släktet Exocentrus och familjen långhorningar. Inga underarter finns listade i Catalogue of Life.